# Teatro Dante Alighieri
Il Teatro di tradizione Dante Alighieri è il principale teatro di Ravenna. Si trova nel centro storico, in via Mariani 2.

## Storia
Il teatro venne realizzato per volere dell'amministrazione comunale a seguito del progressivo degrado del principale teatro dell'epoca, il "Teatro Comunitativo". Nel 1838 l'amministrazione individuò presso la piazzetta degli Svizzeri il luogo ideale per la costruzione della nuova struttura, la cui progettazione fu affidata ai veneziani Tommaso e Giovan Battista Meduna, già restauratori del Gran Teatro La Fenice di Venezia.
Dopo la prima progettazione di un edificio con facciata monumentale verso la piazza, il progetto definitivo del 1840, più ridotto, favorì l'orientamento longitudinale, con fronte verso la strada del Seminario vecchio, attualmente rinominata via Mariani. Nello stesso anno venne posata la prima pietra dell'edificio di ispirazione neoclassica, che ricordava nei tratti principali il teatro veneziano.

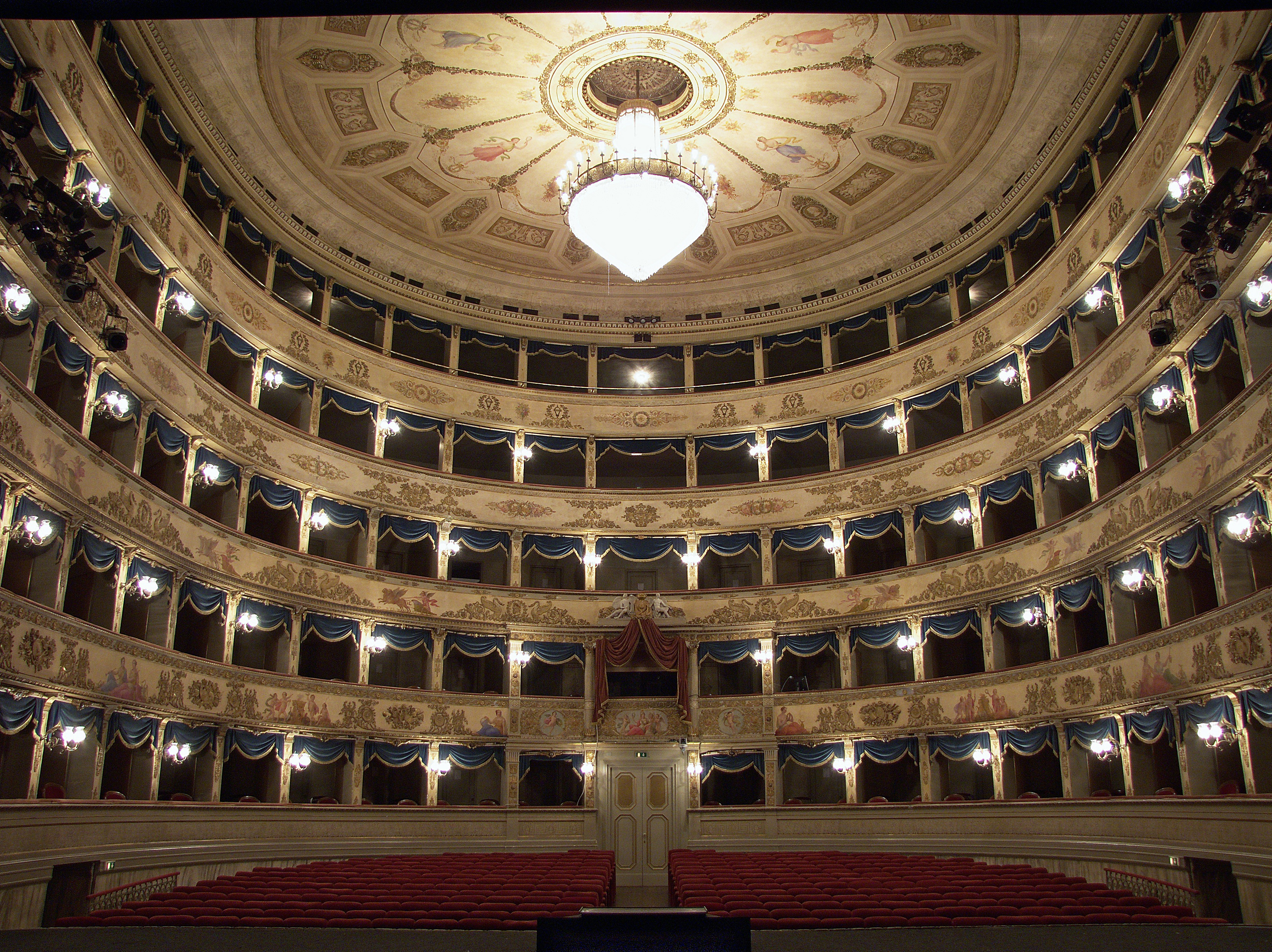
L'interno

 L'inaugurazione avvenne il 15 maggio 1852 con "Roberto il diavolo" di Giacomo Meyerbeer, diretto da Giovanni Nostini, seguito dal ballo "La zingara", con l'étoile Augusta Maywood. Nel maggio del 1889 Antonino Palminteri, direttore d'orchestra e compositore, dirige Il trovatore di Giuseppe Verdi. Nel maggio del 1897 Antonino Palminteri ritorna al D.Alighieri per dirigere il balletto Sieba di Marenco e La bohème di Giacomo Puccini, il successo fu così strepitoso, che la stampa così si espresse:" [...] È indispensabile quindi una esecuzione accurata a rendere nette certe differenze di coloriti, certe finezze, certe soavità di armonie espressive. Il M° PALMINTERI che sente e che conosce tutto ciò, sa comunicare agli altri il suo intelletto, il suo sentimento d'artista". Nel 1929 fu realizzato un adeguamento tecnico con la creazione del "golfo mistico", della galleria nei palchi di quart'ordine, ed il rinnovo dei camerini.
Nei decenni seguenti l'Alighieri si ritagliò un posto non trascurabile fra i teatri della provincia italiana fino al primo dopoguerra. Gli anni 1940 e 1950 videro ancora un'intensa presenza di ottime compagnie di prosa e di rivista, mentre l'attività musicale si focalizzò su concerti cameristici per lo più di respiro locale (ma tra i più celebri si annoverò anche la presenza di Arturo Benedetti Michelangeli, Alfred Cortot, Nathan Milstein, Andrés Segovia, il Quartetto Italiano, I Musici) e sul repertorio lirico (Maria Callas fu interprete de "La forza del destino" nel 1954).
Nell'estate del 1959 venne interrotta l'attività per necessità di consolidamento delle strutture: vennero completamente rifatti la platea e il palcoscenico, rinnovate le tappezzerie e l'impianto di illuminazione, con la collocazione di un nuovo lampadario. Le attività ripresero dopo quasi otto anni, l'11 febbraio 1967, con un concerto dell'Orchestra Filarmonica di Lubiana diretta da Milan Horvat. Il successivo legame con il Teatro Comunale di Bologna e l'inserimento nel circuito ATER ha favorito il rinnovo del repertorio delle stagioni liriche, che però al termine degli anni 1970 vennero dirottate nell'arena della Rocca Brancaleone. Durante gli anni 1980 e anni 1990, altri restauri portarono al rifacimento della pavimentazione della platea, all'inserimento dell'aria condizionata, al rinnovo delle tappezzerie e all'adeguamento delle uscite, diventando sede ufficiale dei principali eventi del Ravenna Festival.
Il 29 ottobre 1995 avviene la première postuma in concerto di "Trittico drammatico" di Francesco Balilla Pratella.
Il 10 febbraio 2004, per i 350 anni dalla nascita del fusignanese Arcangelo Corelli, la sala del Ridotto è stata ufficialmente dedicata al compositore, inaugurando, alla presenza di Riccardo Muti, un busto bronzeo realizzato dallo scultore tedesco Peter Götz Güttler.
Il Teatro Alighieri è sede della stagione di prosa, diretta e organizzata da Ravenna Teatro.
Galleria d'immagini

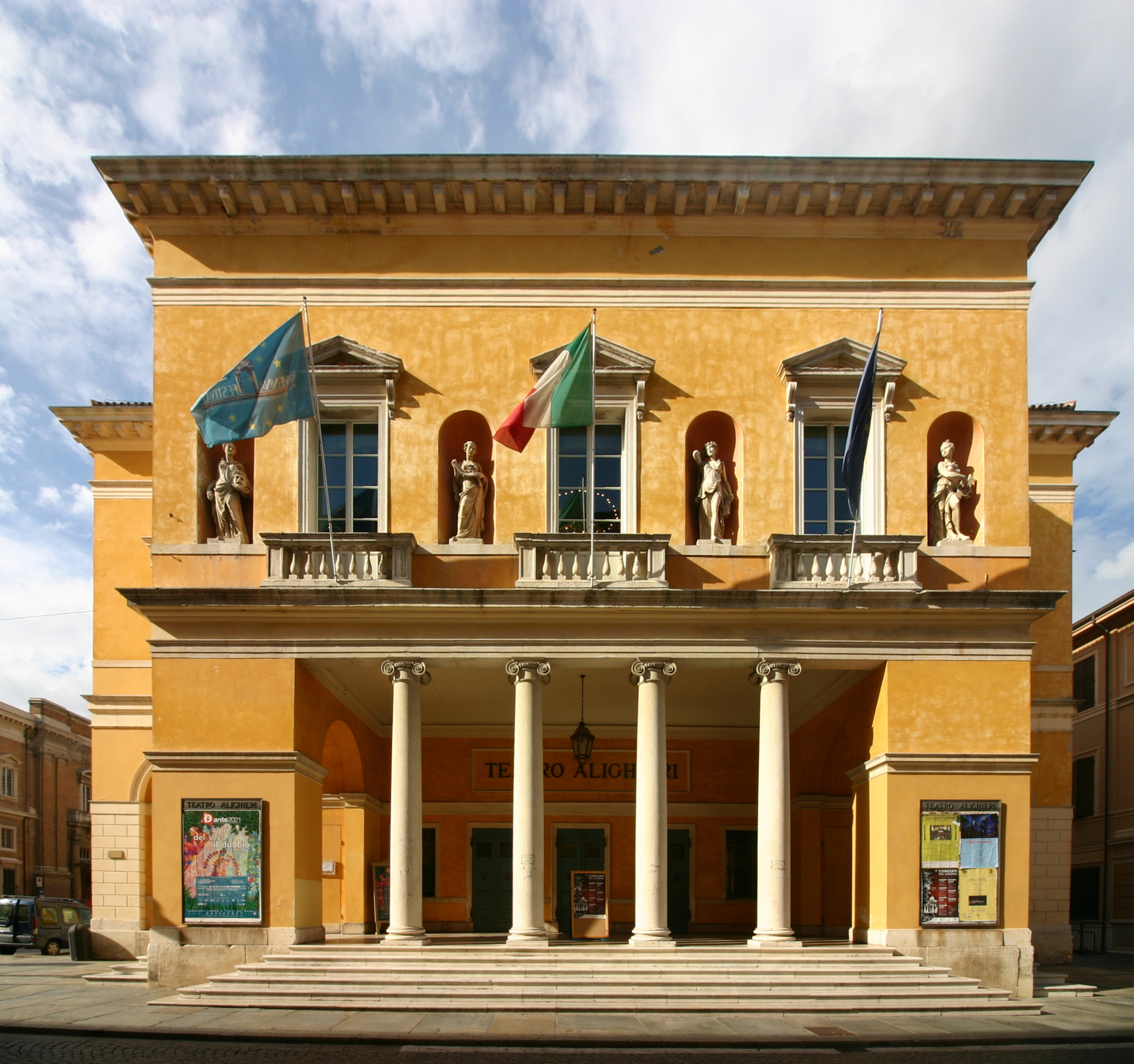
L'ingresso e la facciata principale.
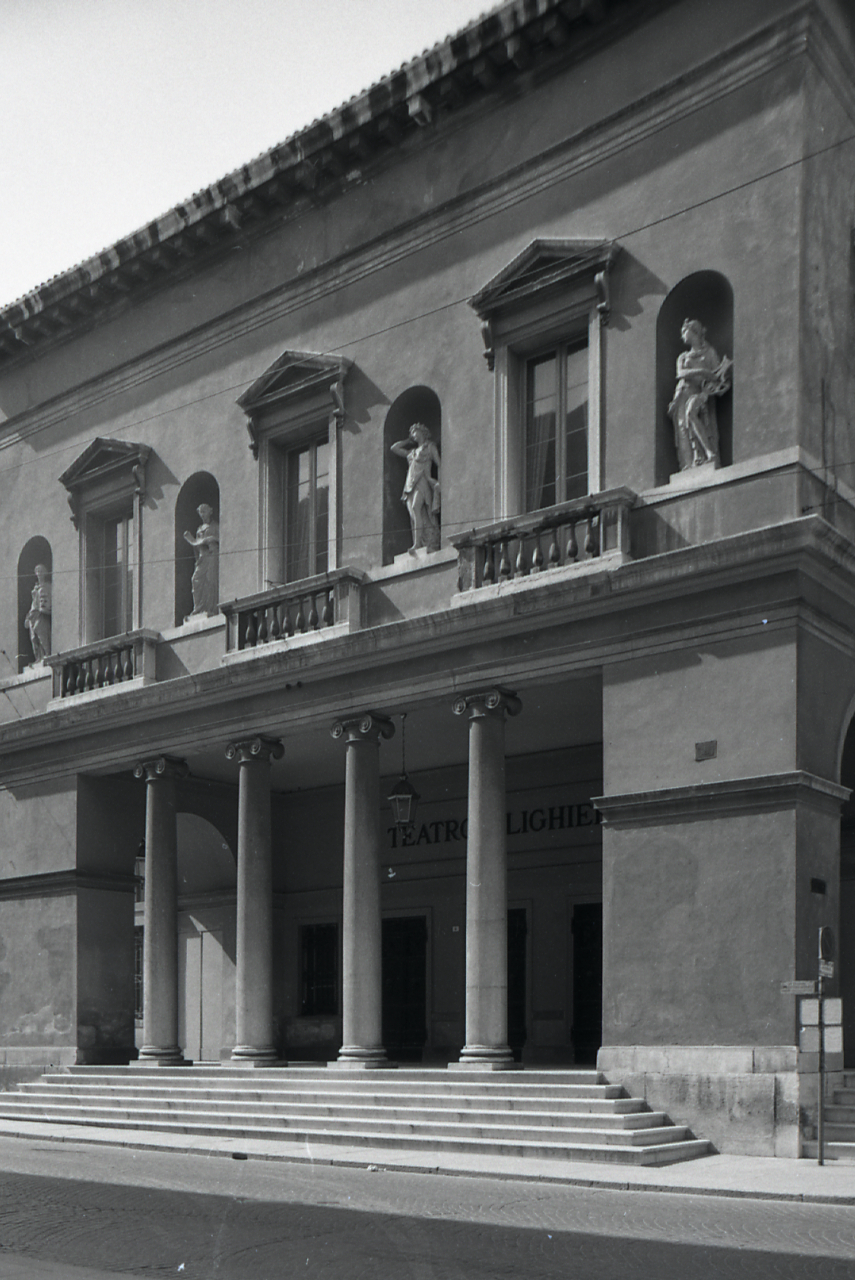
La facciata principale fotografata da Paolo Monti nel 1968.